# Leptolebias
Leptolebias es un género de peces de agua dulce, de la familia de los rivulinos.

## Especies
Se conocen seis especies válidas en este género:
- Leptolebias aureoguttatus (da Cruz, 1974)
- Leptolebias citrinipinnis (Costa, Lacerda y Tanizaki, 1988)
- Leptolebias itanhaensis (Costa, 2008)
- Leptolebias marmoratus (Ladiges, 1934)
- Leptolebias opalescens (Myers, 1942)
- Leptolebias splendens (Myers, 1942)